# Rhododendron faithiae
Rhododendron faithiae är en ljungväxtart som beskrevs av Woon Young Chun. Rhododendron faithiae ingår i släktet rododendron, och familjen ljungväxter. Inga underarter finns listade i Catalogue of Life.